# 內恰亞內
46°56′30″N 31°33′8″E / 46.94167°N 31.55222°E

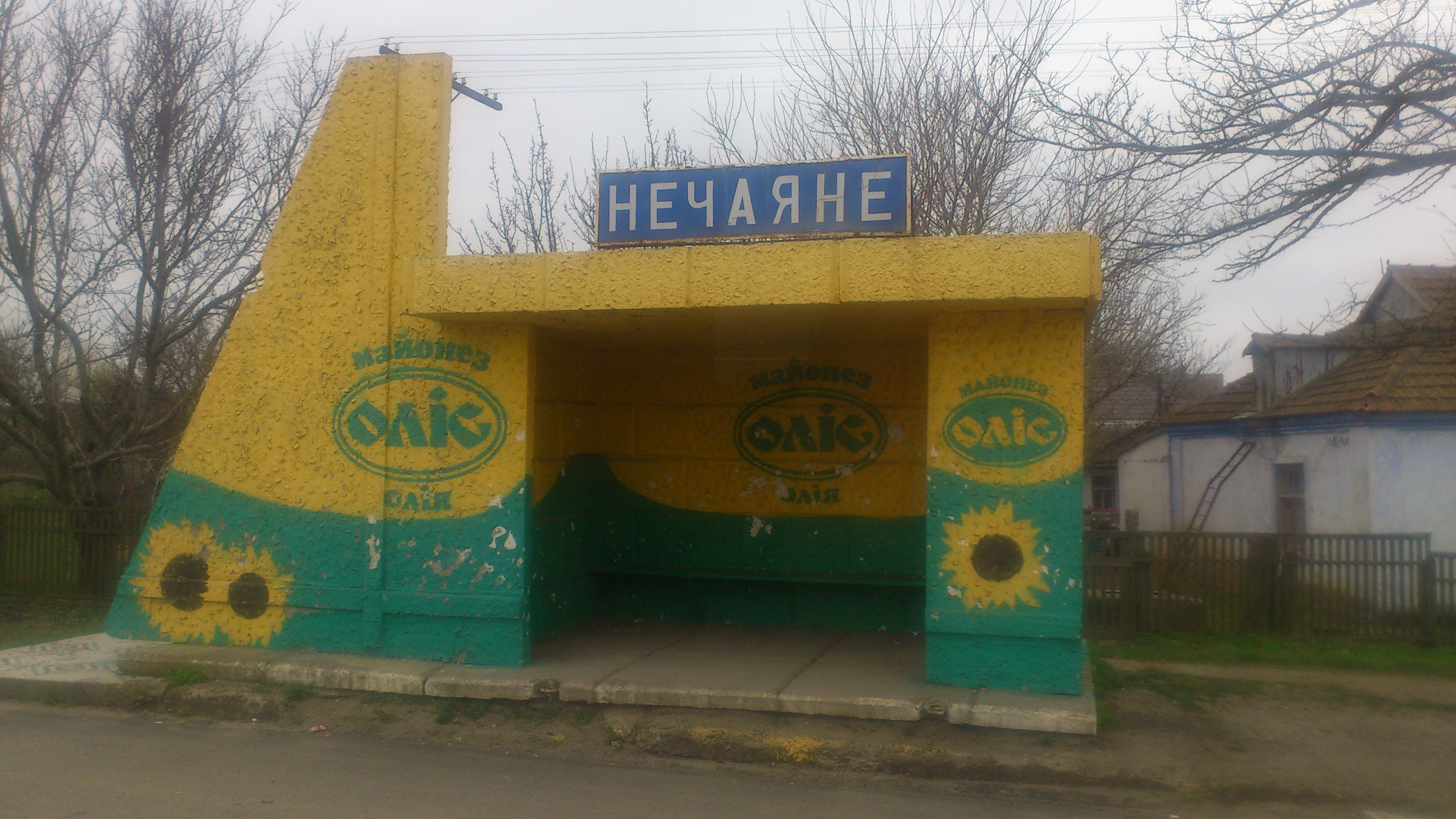

內恰亞內（烏克蘭語：Неча́яне），是位於烏克蘭南部的村莊，由尼古拉耶夫州尼古拉耶夫區的內恰亞內市鎮負責管轄。該村始建於1874年，面積13.38平方公里，海拔高度16米，2001年人口1,874。